# Straight Outta Lynwood
Straight Outta Lynwood er det tolvte studiealbum af "Weird Al" Yankovic fra 2006.

## Numre
| Nr. | Titel                       | Forfatter(e)                                                                 | Parodi på/af                                                                      | Længde |
| --- | --------------------------- | ---------------------------------------------------------------------------- | --------------------------------------------------------------------------------- | ------ |
| 1.  | "White & Nerdy"             | Hakeem Seriki, Juan og Oscar Salinas, Anthony Henderson, "Weird Al" Yankovic | Chamillionaire og Krayzie Bones "Ridin'"                                          | 2:50   |
| 2.  | "Pancreas"                  | Yankovic                                                                     | Nogle Brian Wilson sange                                                          | 3:48   |
| 3.  | "Canadian Idiot"            | Billie Joe Armstrong, Yankovic                                               | Green Days "American Idiot"                                                       | 2:23   |
| 4.  | "I'll Sue Ya"               | Yankovic                                                                     | Rage Against the Machine                                                          | 3:51   |
| 5.  | "Polkarama!"                |                                                                              | Polka versioner af blandt andet - Black Eyed Peas, Coldplay og Gorillaz sange     | 4:17   |
| 6.  | "Virus Alert"               | Yankovic                                                                     | Sparks                                                                            | 3:46   |
| 7.  | "Confessions Part III"      | Usher, Jermaine Dupri, Bryan-Michael Cox, Yankovic                           | Ushers Confessions Part II                                                        | 3:52   |
| 8.  | "Weasel Stomping Day"       | Yankovic                                                                     | Animerede musikalske reklamer fra 1960'erne                                       | 1:34   |
| 9.  | "Close But No Cigar"        | Yankovic                                                                     | Cake                                                                              | 3:55   |
| 10. | "Do I Creep You Out"        | Tracy Ackerman, Andy Watkins, Paul Wilson, Yankovic                          | "Do I Make You Proud" af Taylor Hicks                                             | 2:46   |
| 11. | "Trapped in the Drive-Thru" | Robert Kelly, Jimmy Page, Robert Plant, John Paul Jones, Yankovic            | "Trapped in the Closet" af R. Kelly; interpolation af "Black Dog" af Led Zeppelin | 10:55  |
| 12. | "Don't Download This Song"  | Yankovic                                                                     | 80'ernes gospel, blandt andet "We Are the World" af diverse amerikanske artister  | 3:52   |

 Der er for få eller ingen kildehenvisninger i denne artikel, hvilket er et problem. Du kan hjælpe ved at angive troværdige kilder til de påstande, som fremføres i artiklen.